# دیو فلایشر
دیو فلایشر (به انگلیسی: Dave Fleischer؛ ۱۴ ژوئیهٔ ۱۸۹۴ – ۲۵ ژوئن ۱۹۷۹) یک فیلم‌نامه‌نویس، تهیه‌کننده، و کارگردان آمریکایی بود. وی و برادر بزرگتر خود مکس فلایشربنیان‌گذاران فلایشر استودیوز بودند. وی اهل شهر نیویورک بود.